# Henry Avery Atkinson
Henry Avery Atkinson, född 26 augusti 1877, död 24 januari 1960, var en amerikansk kongregationalistisk prästman och författare.
Atkinsson blev teologie doktor 1913, var sekreterare i Church Peace Union, och verksam i det ekumeniska arbetet. Han var generalsekreterare för den internationella arbetskommitté, som förberedde Ekumeniska mötet i Stockholm, och den amerikanska sektionens generalsekreterare vid samma möte.